# Glyptothorax ater
Glyptothorax ater är en fiskart som beskrevs av Anganthoibi och Vishwanath 2011. Glyptothorax ater ingår i släktet Glyptothorax och familjen Sisoridae. Inga underarter finns listade i Catalogue of Life.